# Radio „Znad Wilii”
Radio „Znad Wilii” – litewska rozgłośnia radiowa nadająca program w języku polskim, nadająca z Wilna na częstotliwości 103,8 MHz.
Założycielem i prezesem radia jest prawnik, polityk i działacz społeczności polskiej na Litwie Czesław Okińczyc. Pierwsza audycja stacji radiowej, której współzałożycielem był  Romuald Mieczkowski, została nadana 1 lipca 1992.
Rozgłośnia nadaje muzykę, serwisy informacyjne oraz programy autorskie o tematyce politycznej, gospodarczej, edukacyjnej, społecznej, kulturalnej i rozrywkowej. Na antenie pojawiają się także audycje Europejskiego Radia dla Białorusi (w języku białoruskim) oraz Polskiego Radia dla Zagranicy (w języku białoruskim i polskim).
Od 2013 roku funkcjonuje portal informacyjny www.zw.lt, który jest zarówno oficjalną witryną rozgłośni, jak również miejscem, w którym dziennikarze radia publikują m.in. felietony, fotoreportaże, wywiady.